# Nuvem perfurada

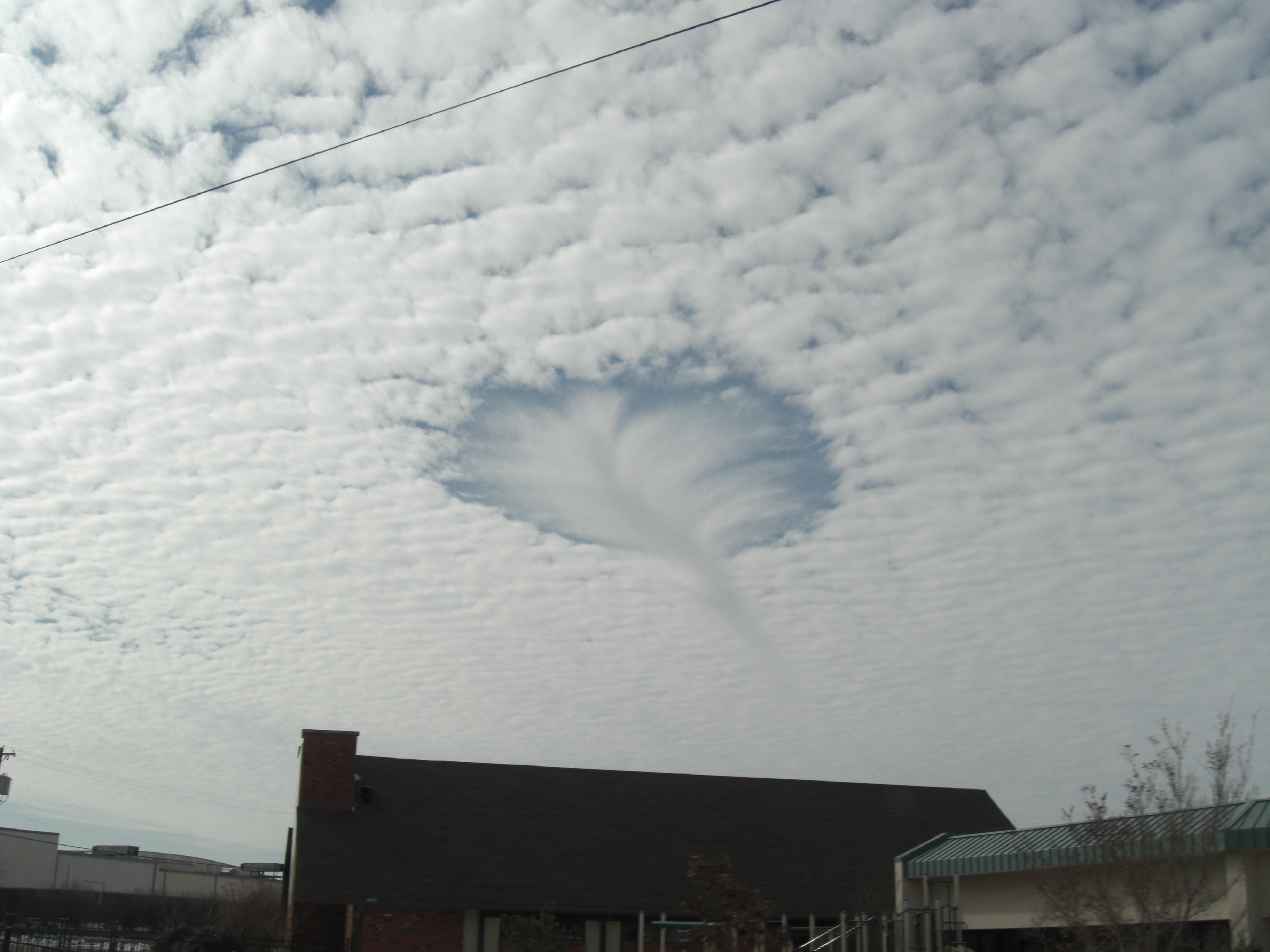
Fenômeno de nuvem perfurada em Oklahoma City, em janeiro de 2010.

Nuvem perfurada é um fenômeno meteorológico que  ocorre quando a temperatura da água nas nuvens é menor que zero, durante a formação de gelo, quando as gotas ao redor evaporam e deixam um grande buraco na nuvem.